# Condado de Pope (Minnesota)
O Condado de Pope é um dos 87 condados do estado americano de Minnesota. A sede do condado é Glenwood, e sua maior cidade é Glenwood. O condado possui uma área de 1 858 km² (dos quais 122 km² estão cobertos por água e os restantes 1736 km2 cobertos por terra), uma população de 11 236 habitantes, e uma densidade populacional de 6 hab/km² (segundo o censo nacional de 2000). O condado foi fundado em 1862.

## Geografia

### Condados Adjacentes
- Condado de Douglas (Norte)
- Condado de Grant (Noroeste)
- Condado de Kandiyohi (Sudeste)
- Condado de Stearns (Este)
- Condado de Stevens (Oeste)
- Condado de Swift (Sul)

### Localidades do Condado
- Brooten (Divido entre o Condado de Pope e o Condado de Stearns)
- Cyrus
- Farwell
- Glenwood
- Grove Lake
- Long Beach
- Lowry
- Pine Will Park
- Sedan
- Starbuck
- Terrace
- Villard
- Westport